# Bihåleinflammation
Bihåleinflammation eller sinuit/sinusit är en inflammationssjukdom som kännetecknas av ett smärtande tillstånd i skallens bihålor med ökat tryck i respektive bihåla och oftast varbildning. 
De vanligaste bihålorna som drabbas sitter under kinderna (sinus maxillaris) eller över pannan (sinus frontalis). Sjukdomen orsakas vanligen av pneumokocker och den kliniska bilden visar snuva, nästäppa, huvudvärk, och ibland feber. Pneumoni, bronkit och meningit är komplikationer som kan uppstå vid sinuit. Diagnos ställs oftast kliniskt men i svåra fall där operativ tömning krävs tas röntgen. Nuförtiden kan sinuit ofta uteslutas med ultraljudsundersökning, som är mycket mer kostnadseffektiv än röntgen och inte använder skadlig strålning.
Barn drabbas ofta i de små bihålorna vid sidan av näsan (sinus ethmoidale). 
Mitt inne i skallen finns en bihåla (sinus sphenoidalis) som hos vuxna kan ge långvarig huvudvärk samt stigande sänka (SR).
Egenvård vid bihåleinflammation fokuserar på att underlätta att slem kan ta sig bort från de infekterade områdena. Bland annat hjälper det att dricka mycket vatten eftersom slemmet då blir mer lättflytande. Att andas in vattenånga eller fuktig luft hjälper även det att tunna ut slemmet. Nattetid bör man sova med huvudet högt för att underlätta för slemmet att rinna bort.
I svårare fall sätts penicillin in. Svårare fall kan även behandlas genom bihålespolning; Först bedövas näsan genom att bomullstussar doppade i bedövande medel förs in i näsan. Efter att bedövningen börjat verka förs en kanyl upp i näsan som punkterar den berörda bihålan. Genom kanylen sprutas en saltlösning in som spolar ut var ur bihålan. Spolning ger en omedelbar förbättring, men kan upprepas efter några dagar om problemen kvarstår. Efter en bihålespolning ges antibiotika i 7–10 dagar 
Vid återkommande fall av bihåleinflammation kan det även bli aktuellt med en operation som vidgar bihålornas förbindelser mellan varandra för att minska risken att bihålorna blockeras.